# Syniwka
Syniwka (ukrainisch Синівка; russisch Синевка Sinewka) ist ein Dorf im Süden der ukrainischen Oblast Sumy mit etwa 1500 Einwohnern (2004).

## Geographie
Die 1669 erstmals erwähnte Ortschaft liegt im Rajon Romny nahe der Grenze zur Oblast Poltawa am Ufer des Hrun (Грунь), einem 85 km langen Nebenfluss des Psel. Durch das Dorf verläuft die Territorialstraße T–19–13. Das ehemalige Rajonzentrum Lypowa Dolyna liegt 24 km westlich und das Oblastzentrum Sumy 82 km nordöstlich vom Dorf.

## Verwaltungsgliederung
Am 26. Juli 2018 wurde das Dorf zum Zentrum der neugegründeten Landgemeinde Syniwka (Синівська сільська громада/Syniwska silska hromada). Zu dieser zählten auch die 13 Dörfer Dowschyk, Hryschky, Kapustynzi, Kljussy, Kolomijzewa Dolyna, Melnyky, Pidstawky, Podilky, Potopycha, Slobidka, Tarassenky, Welyka Luka und Wessela Dolyna, bis dahin bildete es zusammen mit dem Dorf Dowschyk die gleichnamige Landratsgemeinde Syniwka (Синівська сільська рада/Syniwska silska rada) im Osten des Rajons Lypowa Dolyna.
Am 12. Juni 2020 kamen noch weitere 15 in der untenstehenden Tabelle aufgelisteten Dörfer zum Gemeindegebiet.
Am 17. Juli 2020 kam es im Zuge einer großen Rajonsreform zum Anschluss des Rajonsgebietes an den Rajon Romny.
Folgende Orte sind neben dem Hauptort Syniwka Teil der Gemeinde:
| Name                     | Name       | Name              |
| ukrainisch transkribiert | ukrainisch | russisch          |
| ------------------------ | ---------- | ----------------- |
| Dowschyk                 | Довжик     | Должик (Bassowka) |